# Konrad Barthold Schimmelpfeng
Konrad Barthold Schimmelpfeng, auch Conrad Barthold Schimmelpfeng bzw. Schimmelpfennig (* 8. April 1802 in Hersfeld; † 21. März 1869 ebenda) war 1850 während des Kurhessischen Verfassungskonflikts Marschkommissar der Exekutionstruppen, zur Amtszeit des kurhessischen Innen- und Justizministers Ludwig Hassenpflug, ein deutscher Landgerichts-Prokurator und ab 1854 von der kurhessischen Regierung auf Lebenszeit ernannter Bürgermeister der Kreisstadt Hersfeld im kurhessischen Fürstentum Hersfeld, das im Landkreis Hersfeld aufgegangen war.

## Leben

### Herkunft
Konrad Barthold Schimmelpfeng entstammte der Familie Schimmelpfeng, die ihren Ursprung seit Beginn des 13. Jahrhunderts in Hessen (Raum Eschwege) hat. Er war ein Sohn des Stadtsekretärs Joseph Schimmelpfeng (1764–1812) und dessen Ehefrau Margareta Simon. In Fulda hatte Schimmelpfeng einen Bruder, der dort Kaufmann, Weinwirt und Restaurateur (Gastwirt) war und bei welchem der Jurist und Schriftsteller Adam Trabert sehr oft mit seinen Bekannten einen müßigen Abend verbrachte. Dort war auch der Advokat Schimmelpfeng oft zugegen.

### Wirken
Wie sein Vater entschied er sich für eine berufliche Laufbahn in der Verwaltung bzw. Rechtspflege und wurde Landgerichtsprokurator. Diese Funktion ist mit der eines heutigen Staatsanwalts vergleichbar.
Daneben war er in Hersfeld als Stadtrezeptor verantwortlich für das Erheben von Geld- und Naturalabgaben. Außerdem verwaltete er das Hospital und Siechenhaus und gehörte der Bürgergarde an.
1850 wurde über ihn spottend überregional berichtet: „Fulda, 25. Okt. Der mehrbesprochene Advokat Schimmelpfeng hat bekanntlich seit mehr als 16 Jahren Alles daran gesetzt, in den Staatsdienst zu kommen, leider vergebens. Als vor ungefähr 10 Jahren der Kurfürst befohlen hatte, daß die Landräthe ihn im Gebiete ihrer Kreise zu Pferd zu begleiten hätten, kam Hr. Schimmelpfeng wiederholt beim Kurfürsten um Verleihung einer Landrathsstelle unter (verbürgt !) Zugrundelegung des Motivs ein: ‚daß er gut reiten könne.‘ Wahrscheinlich hatte er vermuthet, daß die Landräthe, welche nicht gut reiten könnten, pensionirt werden würden. Die Befähigung des Hrn. Schimmelpfeng wurde damals von den Behörden dennoch beanstandet und derselbe blieb ohne Staatsdienst.“
1853 war der „aus der Baiernzeit bekannte“ (der Zeit der „Strafbayern“, als er Marschkommissar war) Advocat Schimmelpfeng zu Hersfeld wegen „Beleidigung verschiedener Gerichte mittelst der Presse vor längerer Zeit vom Criminalgericht zu Fulda zu 3 Monaten Festungsstrafe und in die Kosten verurtheilt worden.“ Die Festungsstrafe wurde aber nach Verhandlung vor dem Obergericht in Kassel in eine Geldstrafe von 50 Thalern umgewandelt.
Über eine lange Zeit übte Schimmelpfeng das Amt des Bürgermeisters aus. 1854 wurde in der Leipziger Zeitung verkündet: „In Hersfeld ist der dortige Anwalt Schimmelpfeng, vormals Marschcommissar bei den Bundesexecutionstruppen, als Bürgermeister bestellt worden.“ Ebenso wurde in der Bayreuther Zeitung berichtet; mit dem Zusatz „Worauf dieß Vorgehen der Regierung bassirt ist, ist noch zur Zeit unbekannt.“ In der Magdeburgischen Zeitung wurde 1860 im Rahmen der Ständeversammlungswahlen in Kassel vom Kandidaten Schimmelpfeng berichtet, der mit relativer Mehrheit zum Abgeordneten gewählt wurde, die Wahl aber wegen dieser wiederholt werden musste: „Schimmelpfeng, der Hassenpflug'sche Marschcommissar von 1850, als lebenslänglicher Bürgermeister das Regiment führt und sich jeder Kundgebung für 1831 widersetzt hat.“ 
Als Marschkommissar war Schimmelpfeng 1850 sehr selbstgefällig bei der nordhessischen Bevölkerung aufgetreten, was ihn 1860 bei der notwendig gewordenen entscheidenden Wiederholung zu seiner Wahl zum Landtagsabgeordneten möglicherweise die Wahl-Bestätigung kostete.
Zum Sekretär der Kurhessischen Landtagskommission wurde durch Beschluss des Kurhessischen Ministeriums des Inneren 1860 Schimmelpfengs 23-jähriger Sohn Adolf, der Obergerichtsreferendar Schimmelpfeng zu Hersfeld, ernannt. Aus Opportunismus war Schimmelpfeng in seiner späteren Amtszeit als Bürgermeister etwas anders aufgetreten als in seiner früheren Zeit als Marschkommissar, was überregional medial Beachtung fand.
1857 überreichte Schimmelpfeng, ehemaliger Schüler des Hersfelder Gymnasiums, als Hersfelder Bürgermeister dem damaligen Hersfelder Gymnasialdirektor Wilhelm Münscher (1795–1872), Sohn des gleichnamigen Theologen, die Ernennung zum Ehrenbürger der Stadt Hersfeld.

### Familie
Er war mit Luise Amalie Bastian (1809–1879, Tochter des Heinz Bastian, Landbereiter und Stadt-Kontrolleur in Uslar am Solling († 14. November 1848 ebenda), und der Charlotte Katharine Eleonore Juliane Hochfeldt) verheiratet, mit der er mehrere Kinder hatte:
- Adolf Schimmelpfeng (1837–1923)
- Marie Amalie Karoline (Lina) Schimmelpfeng, * 16. März 1839 in Hersfeld, † 26. August 1937 in Konstantinopel. Sie hatte 1859 in Hersfeld geheiratet. Ihr Mann war ab 1860 Pfarrer zu Mansbach bei Hünfeld, nachmals Oberschuldirektor des Bezirks Gelnhausen († 1877 in Homberg/Ohm).[23]
- Wilhelm Schimmelpfeng (1841–1913)

### Auszeichnungen (Auswahl)
- 15. November 1851: Inhaber IV. Klasse des Kurfürstlichen Wilhelmsordens,[24] zur Zeit der Verleihung noch Amts-Advocat in Hersfeld.